# ابو قرقاص
ابو قرقاص (به عربی: أبو قرقاص) در مصر است که در استان منیا واقع شده‌است.

## خصوصیات
ابو قرقاص ۶٬۱۰۰ کیلومتر مربع مساحت و ۳۹۹٬۶۲۰ نفر جمعیت دارد.